# William Croft
William Croft (Nether, Ettington, Warwickshire, 30 de desembre de 1678 - Londres, 14 d'agost de 1727), fou un compositor i organista anglès.
Després d'acabar els estudis fou nomenat organista de l'església de Santa Anna de Westminster, i el 1700 entrà en la capella reial com a cantor, el 1708 fou organista d'aquesta i després mestre dels infants del cor, compositor de la capella reial i organista de l'abadia de Westminster. El 1715 li fou concedit el grau de doctor per la Universitat d'Oxford.
La seva obra més important és la titulada Musica sacra, or select Anthems in score for 2-3 voices (Londres, 1724). A més, se li deuen Eires per a dos violins i baix, sis sonates per a dues flautes, i un treball titulat Musicus apparatus academicus (Londres, 1715).